# Storfläckig rödhaj
Storfläckig rödhaj (Scyliorhinus stellaris) en tämligen liten, bottenlevande haj i familjen rödhajar, som finns i östra Atlanten.

## Beskrivning
Ovansidan är blekbrun till rödaktig med stora, mörkbruna fläckar. Buken är vitaktig. Nosen är bred och kort, med ett stort, avlångt öga. Precis som hos den småfläckiga rödhajen har näsborren en delvis hudtäckt, springformig förlängning, men hos denna art når den inte fram till munnen. Längden är normalt upp till 125 cm, men kan nå upp till 170 cm.

## Vanor
Den storfläckiga rödhajen är en bottenfisk som föredrar hårda bottnar, gärna bevuxna med sjögräs, på kontinentalhyllorna. Den håller sig normalt mellan 20 och 60 m, men kan gå ner till åtminstone 125 m. Arten livnär sig främst på kräftdjur, bläckfiskar, blötdjur, mindre benfiskar och andra små hajar. Den är främst nattaktiv.

### Fortplantning
Under våren lägger honan ett mindre antal ägg i form av bruna äggkapslar på omkring 12 * 3 cm, som rymmer ett ägg vardera. Ägget tar mellan 9 och 12 månader för att utvecklas. De nykläckta ungarna är mellan 15 och 17 cm långa, och fullt utvecklade.

## Utbredning
Den storfläckiga rödhajen finns i östra Atlanten från södra Norge, runt Brittiska öarna till Medelhavet, Marocko, Kanarieöarna, Mauretanien och Senegal. Rapporter finns om ännu sydligare förekomster, men är osäkra. Arten förekommer sällsynt i Nordsjön och de västra delarna av Skagerrak, men har endast påträffats några få gånger i Bohuslän och Danmark.

## Kommersiell användning
Den tas som bifångst vid kommersiellt fiske. Köttet anses välsmakande, men den används ändå mest som industrifisk (fiskmjöl och -olja). Den är även föremål för sportfiske, och förekommer i allmänna akvarier.

## Status
Arten är klassificerad som nära hotad ("NT") av IUCN. Orsakerna är främst farhågorna för överfiske och den minskning av fångsterna man har kunnat iaktta.